# Paul-Alexandre Robert de Massy
Pour les articles homonymes, voir Paul Robert, Robert, Massy et famille Robert de Massy.
Paul-Alexandre Robert de Massy, né le 29 septembre 1810 à Orléans et mort dans la même ville le 14 mars 1890 , est un homme politique et avocat français.

## Biographie

### Vie privée
Il est le fils de Pierre Jean Baptiste Robert de Massy (1772-1864) et de Marie Madeleine Sophie Hureau (1782-1817). Il a également deux frères et une sœur.

### Vie publique
Il est avocat au barreau d'Orléans en 1836, il en devient le bâtonnier[Quand ?]. Il est conseiller municipal en 1848, puis adjoint au maire d'Orléans de 1849 à 1851. Opposant au Second Empire, il est élu député en 1871 et siège au centre-gauche, dont il devient vice-président. Réélu député en 1876, il est l'un des 363 qui refusent la confiance au gouvernement d'Albert de Broglie, le 16 mai 1877. Il est réélu député en 1877, puis passe au Sénat en 1879, où il reste jusqu'en 1888.
Dans les années 1860, il résidait au Château des Tourelles.

## Famille
Il épouse Gabrielle Pauline Couzé (1820-?). Ils ont trois enfants :
- René Paul Robert de Massy (27 janvier 1840 - 8 décembre 1876) épouse Jeanne Alice Marie Fafet (28 septembre 1850 - 1933), dont descendance ;
- Louise Sophie Pauline Robert de Massy (3 avril 1842 - 14 mai 1937) épouse Léon Charles Anatole Beudant (9 janvier 1829 - 28 juillet 1895), dont descendance ;
- Louis Maurice Robert de Massy (1er avril 1844 - 5 juillet 1928) épouse Louise Demange (11 décembre 1858 - 1921), dont descendance.

## Distinctions

### Décorations françaises
- Chevalier de la Légion d'honneur (décret du 10 octobre 1850)[4].